# Foron
Foron, de triviale naam voor 2,6-dimethylhepta-2,5-dien-4-on, is een organische verbinding met als brutoformule C9H14O. Het is een autocondensatieproduct van aceton en komt voor als een gele vloeistof met een vrij laag smeltpunt van 23°C. Het vormt bij stollen geelgroene kristallen. Het is slecht oplosbaar in water, maar goed in ethanol of di-ethylether. Foron is een alfa,bèta-onverzadigde carbonylverbinding en een isomeer van de cyclische verbinding isoforon.

## Synthese
Bij de aldol-condensatie van aceton ontstaat mesityloxide als voornaamste product. Dit kan echter verderreageren in een condensatie met aceton tot foron (ook isoforon kan hierbij gevormd worden):

## Toepassingen
Foron wordt gebruikt als oplosmiddel voor nitrocellulose en lakken.
Het is een tussenproduct voor de synthese van andere organische verbindingen, zoals triacetonamine dat wordt gevormd door de reactie van foron met een ammoniakoplossing. Hieruit kunnen 2,2,6,6-tetramethylpiperidine en het stabiele radicaal TEMPO gevormd worden.
Foron wordt in de biochemie gebruikt bij het onderzoek van verlaagd glutathiongehalte in levercellen door de afscheiding van gevaarlijke stoffen of afbraakproducten van geneesmiddelen. Bij dierproeven op muizen en ratten is gebleken dat foron het glutathiongehalte in de cellen van de lever aanzienlijk doet dalen, evenals in de nieren en het hart. Het enzym glutathion-S-transferase katalyseert de conjugatie van foron met glutathion. Het mechanisme van glutathiondepletie door foron is bijvoorbeeld gelijkaardig bevonden aan dat ten gevolge van een overdosis paracetamol.